# 안시 국제 애니메이션 영화제

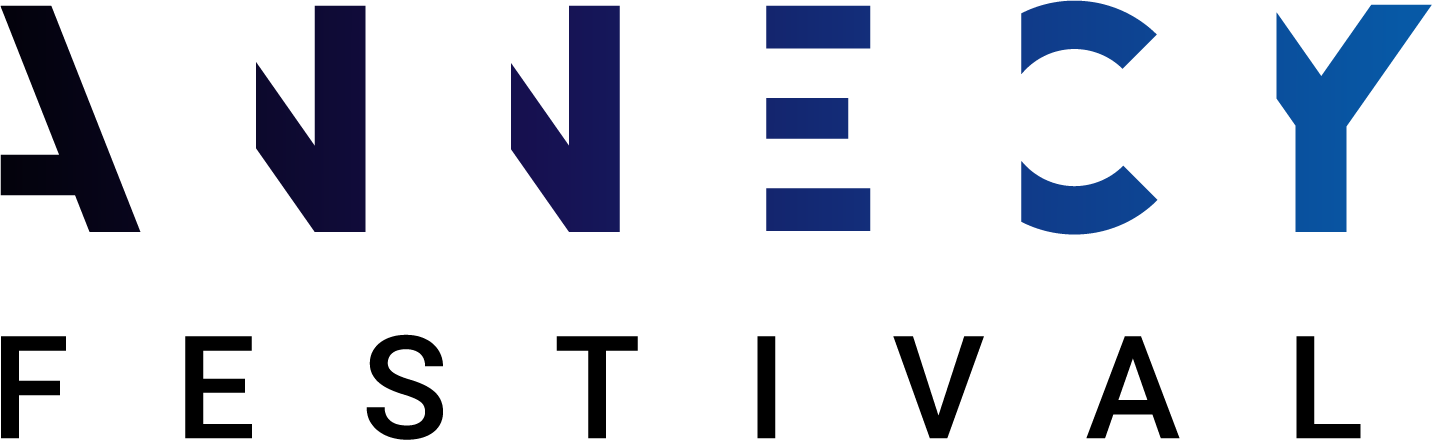

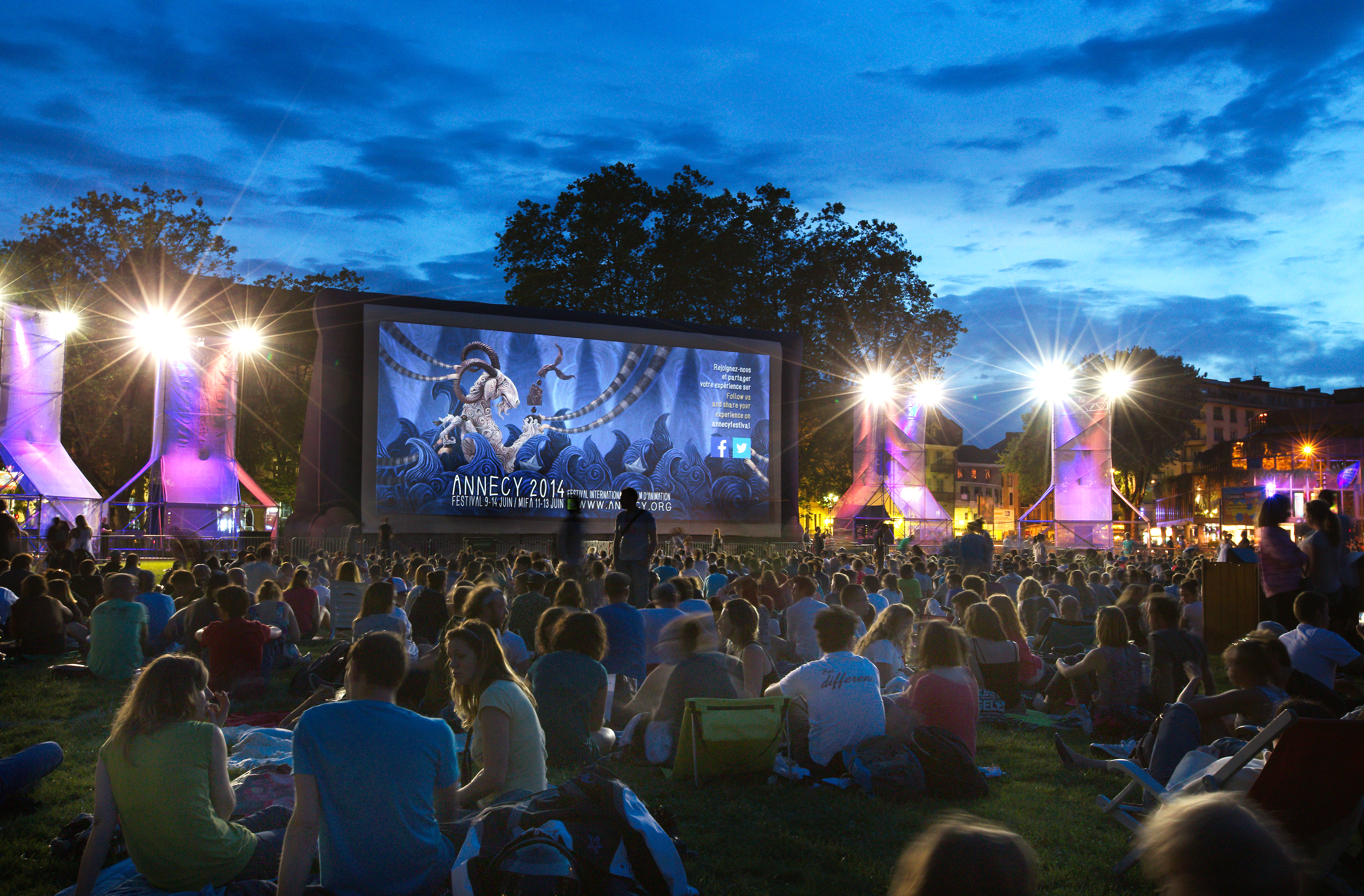
2014년

안시 국제 애니메이션 영화제(영어: Annecy International Animated Film Festival, 프랑스어: Festival international du film d'animation d'Annecy)는 매년 6월 프랑스 안시에서 개최되는 애니메이션을 전문으로 취급하는 국제 영화제이다. 1960년에 칸 국제 영화제에서 애니메이션 부문을 독립시켜 설립되었다.

## 같이 보기
- 히로시마 국제 애니메이션 페스티벌
- 오타와 국제 애니메이션 영화제
- 자그레브 국제 애니메이션 영화제